# Chris Dagradi

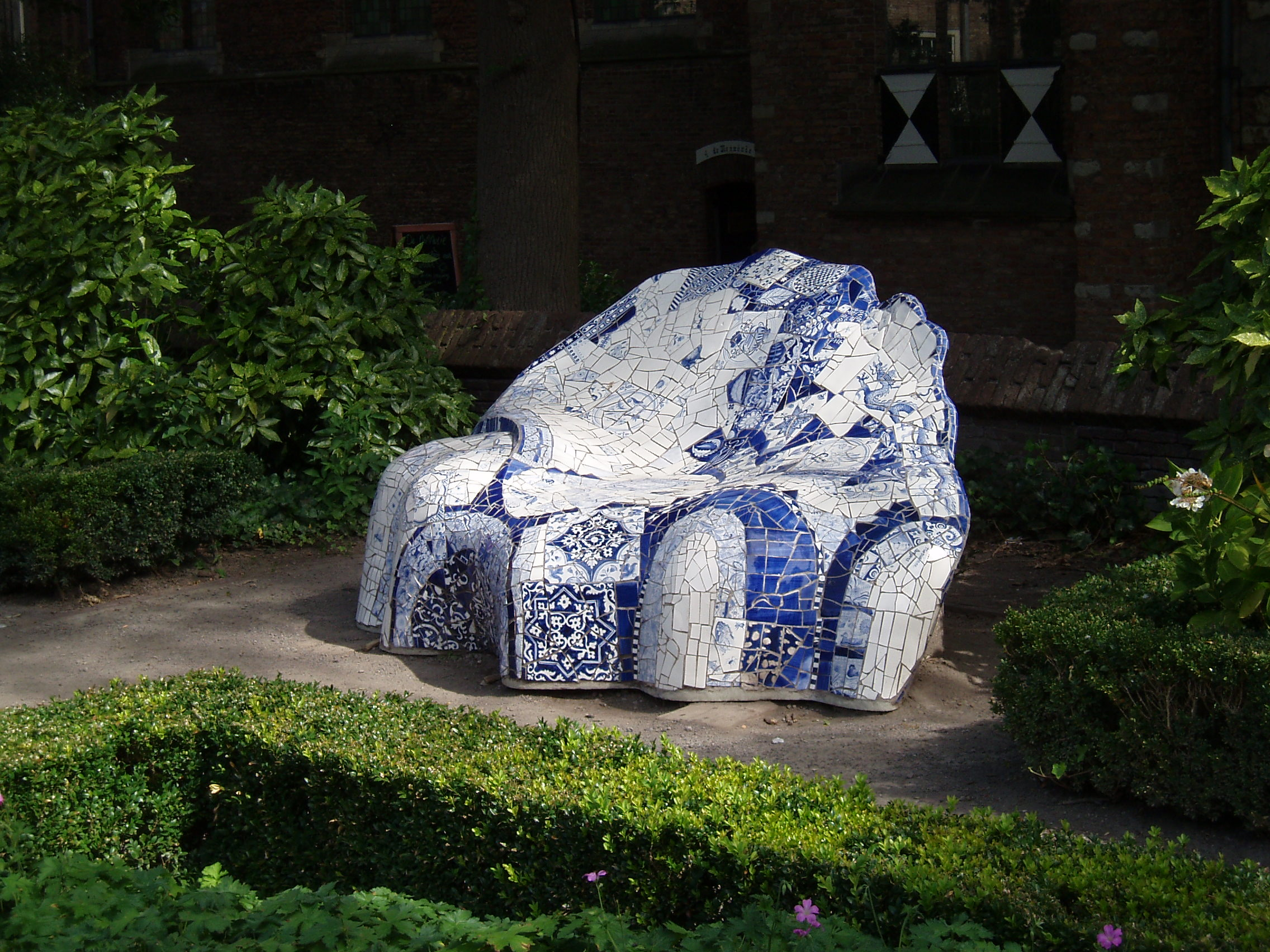
Hommage aan Gaudi (1988), Prinsenhof, Delft

Chris Dagradi (New York, 21 augustus 1954) is een Amerikaanse kunstenaar die sinds 1978 in Nederland woont en werkt.
Hij volgde van 1974 tot 1979 zijn opleiding aan de Cooper Union in New York, van 1978 tot 1979 aan de Kunstacademie Rotterdam en van 1979 tot 1981 bij Ateliers '63 in Haarlem. Chris Dagradi maakt vooral keramiek en exposeerde onder andere in Museum Het Prinsenhof in Delft en in het Nederlands Tegelmuseum in Otterlo.
Oorspronkelijk werkte Dagradi in abstract expressionistische stijl. Zijn schilderijen bevatten sterke lijnen en kleuren, waarvan de gelaagdheid en dieptewerking opvalt.
Sinds Dagradi in Delft echter een eeuwenoude scherf keramiek vond is hij gefascineerd door het Delfts blauw en de mogelijkheden die het beschilderen van tegels en keramiek bieden. Sindsdien maakt hij borden, tegeltableaus, mozaïek en tegels met reliëf. Hij kreeg ervaring met deze techniek door zijn werk als plateelschilder bij De Delftse Pauw en als productiemedewerker bij De Porceleyne Fles. Voor de Delftse wijk Wippolder maakte Dagradi een tegeltableau met de plattegrond van de wijk.

## Werken
- Delfts Blauwe sofa, Hommage aan Gaudi (1988), Delft, in samenwerking met Marianne Burgers
- Monument Voorhof (2007), Delft